# 六甲大橋
六甲大橋（ろっこうおおはし）は、兵庫県神戸市東灘区住吉浜町と六甲アイランドを結ぶ世界初のダブルデッキ連続トラス式斜張橋である。道路のほか、神戸新交通六甲アイランド線（通称六甲ライナー）も通る鉄道道路併用橋である。

## 概要
1976年（昭和51年）に完成し1977年（昭和52年）に開通した、大阪湾を渡る橋長400mの橋梁である。神戸大橋と同じく2階建て構造となっており、上段が北行きおよび六甲ライナーが、下段が南行きおよび歩道が通る。六甲ライナーは南魚崎駅とアイランド北口駅との間で本橋梁を渡る。
また、本橋梁は1977年（昭和52年）度の土木学会田中賞（作品部門賞）、2010年（平成22年）度の土木学会関西支部技術賞（ハーバーハイウェイ長大橋部の耐震補強事業）を受賞している。
1995年（平成7年）1月17日発生の阪神・淡路大震災では、六甲アイランド住民の生活道路である本橋梁の復旧工事の際、上下各3車線のうち2車線のみを規制し、残る1車線を供用下の状態で復旧作業を
行い、震災直後から一日も交通閉鎖する事なく復旧工事を完了させた。

## 諸元
- 種別 - 鋼併用橋
- 形式 - ダブルデッキ連続トラス式斜張橋
- 橋長 - 400m
- 径間数 - 3
- 最大支間 - 220m
- 線数 - 複線
- 活荷重 -
- 竣工 - 1977年（昭和52年）
- 施主 - 三菱重工業神戸造船所
- 橋梁設計 - 新構造技術コンサルタント
- 橋桁製作 -